# Neophalacra laticornis
Neophalacra laticornis är en fjärilsart som beskrevs av Walter Karl Johann Roepke 1951. Neophalacra laticornis ingår i släktet Neophalacra och familjen sikelvingar. Inga underarter finns listade i Catalogue of Life.